# Viinijärvi (lac)
Le lac Viinijärvi (finnois : Viinijärvi) est un lac situé à Outokumpu, Polvijärvi et Liperi en Finlande,.

## Présentation
Le lac a une superficie d'environ 135 kilomètres carrés et une altitude de 78,8 mètres.